# Pičín (tvrz)
Pičín je tvrz přestavěná na sýpku ve stejnojmenné vesnici v okrese Příbram ve Středočeském kraji. Vesnice od čtrnáctého století patřila drobným zemanům, jejichž sídlem byla tvrz, poprvé připomínaná v roce 1473. Od konce patnáctého století sloužila jako rodové sídlo rodu Bechyňů z Lažan, kteří ji přestavěli v renesančním slohu. Během třicetileté války začala chátrat a po roce 1740 byla přestavěna na sýpku. Budova bývalé tvrze je chráněna jako kulturní památka.

## Historie

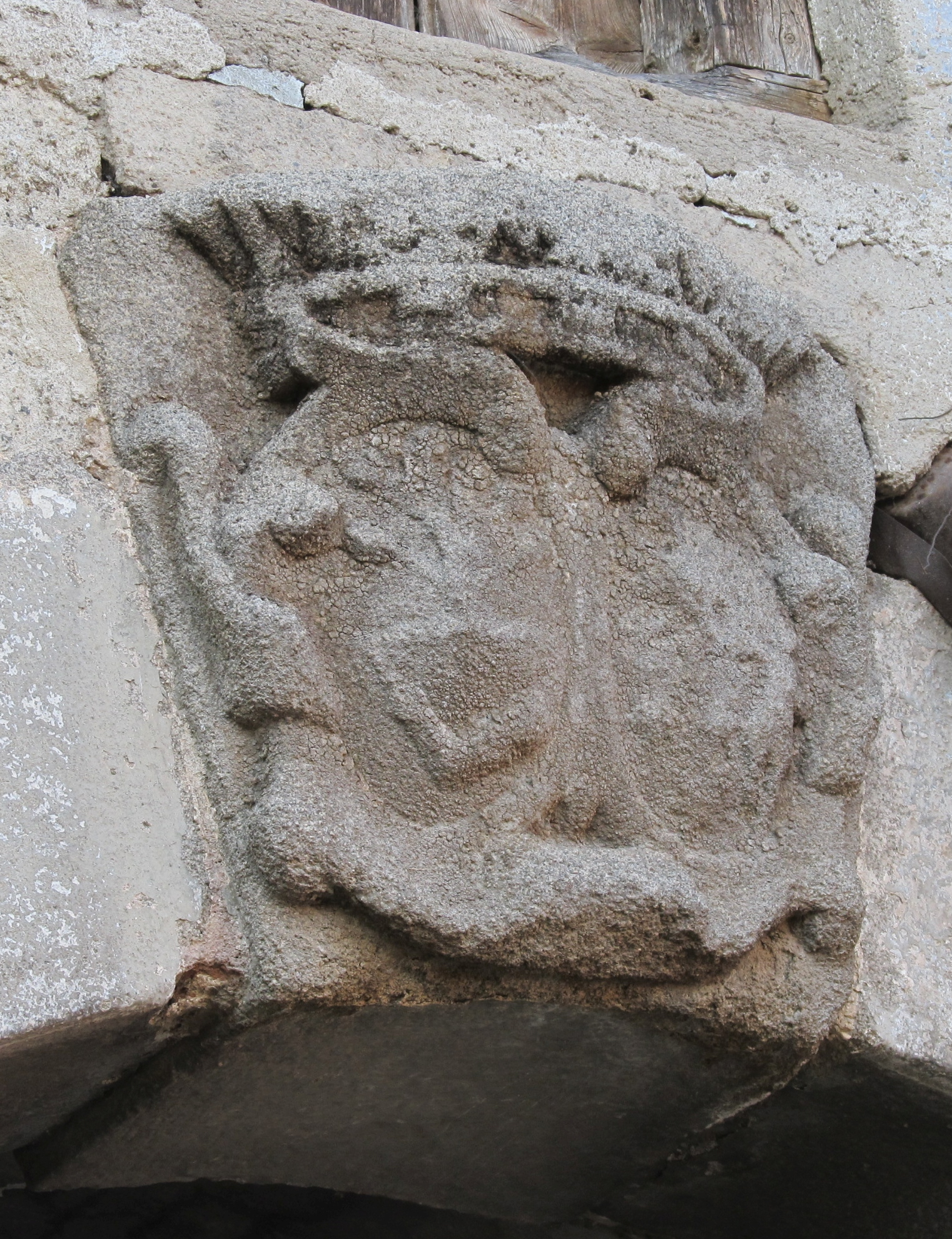
Erb Dubských nad průjezdem

Pičín koncem třináctého století patřil Bavorům ze Strakonic. Během následujícího století se jejich rozsáhlé panství rozpadlo, a roku 1373 zde sídlil Slavimír z Pičína, syn Přemka z Pičína, se svou sestrou a strýcem. Později byli uváděni v roce 1393 Albert z Pičína a od roku 1410 Beneš z Hořovic a Rabštejna, po němž následovali jeho potomci.
Samotná tvrz podle stavebního průzkumu vznikla už koncem třináctého století a měla podobu čtverhranné věže s obdélným půdorysem. Ve čtrnáctém století byla rozšířena o přístavbu u jižní strany věže. První písemná zmínka o ní pochází z roku 1473, kdy Benešův potomek Častolar z Pičína ukradl dobytek Mikuláše Běščinského a zahnal jej na svou tvrz.
Petr Kořenský z Terešova statek před svou smrtí v roce 1493 prodal Oldřichovi Bechyňskému z Lažan, v jehož rodině poté zůstal až do roku 1627. V roce 1515 se dědictví po otci ujal nejvyšší zemský písař Jan Bechyňský z Lažan, kterému se podařilo panství významně rozšířit. Když byl v roce 1529 jmenován purkrabím na Karlštejně, panství spravovala jeho žena Kateřina, která týrala a vraždila pičínské poddané. Za své skutky byla odsouzena k smrti a v roce 1534 zemřela v Bílé věži hladem. V roce 1547 statek převzali synové Jana Bechyňského, Radslav, Oldřich a Petr, z nichž se nakonec jediným majitelem stal Petr, který zastával úřad nejvyššího zemského podkomořího. Zemřel v roce 1561 a majetek po něm zdědily jeho dvě sestry, z nichž tvrz se čtyřmi vesnicemi připadla mladší Johaně. Dědictví po Johaně získal v roce 1574 její strýc Václav starší Bechyně z Lažan a po něm jeho syn Václav mladší, který ale sídlil na zámku v Dlouhé Lhotě. Bechyňové z Lažan někdy ve druhé polovině šestnáctého století starou tvrz renesančně přestavěli.
Václav Bechyně v roce 1599 rozdělil panství mezi své syny. Pičín s dalšími třemi vesnicemi získal David Bechyně z Lažan, hejtman Podbrdského kraje. Po jeho smrti v roce 1611 statek tři roky spravovala vdova Voršila, ale když zemřela i ona, ujal se majetku jejich syn Mikuláš Bechyně z Lažan. Mikuláš se zúčastnil stavovského povstání v letech 1618–1620, za což mu byl majetek nejprve zkonfiskován, ale později vrácen.
Mikuláš se stal posledním příslušníkem rodu Bechyňů z Lažan v Pičíně. V roce 1627 statek prodal Václavovi Dubskému z Vitiněvsi, jehož dědicům patřil do roku 1740. Během třicetileté války tvrz vyplenilo císařské vojsko. Majitelé neměli dostatek peněz na údržbu celého objektu, a využívali jen některé místnosti. Dokladem jejich činnosti jsou dochované relikty barokních úprav. Zbytek tvrze však chátral. Zadlužení majitelé statek prodali k hlubošskému panství. Od té doby tvrz přestala sloužit jako panské sídlo a byla přestavěna na špýchar. Ve druhé polovině dvacátého století přilehlý areál využívalo rosovické jednotné zemědělské družstvo, kterému budova stále sloužila jako sýpka

## Stavební podoba
Podle popisu z roku 1740 se tvrz skládala z novější, šindelem kryté, budovy s vjezdem, zchátralé staré věže s dřevěnou pavlačí a dvou hospodářských budov.
Dochovaná budova má půdorys písmena L. Při přestavbě na sýpku byla snížena o jedno patro. Pozůstatkem věže je mohutné zdivo v severním křídle, kde se také nachází valeně zaklenutý sklep. S novějším východním křídlem jej spojují žulové portálky ukončené segmentem nebo lomeným obloukem. V hlavní budově jsou patrné stopy renesančních a barokních úprav obytných místností s valenými klenbami a okny v lunetách. Nad průjezdem je umístěn alianční znak Dubských z Vitiněvsi z počátku osmnáctého století.
Na hlavní budovu navazuje malý lichoběžníkový dvůr s menší hospodářskou stavbou. Ohradní zeď se dochovala jen v drobných reliktech. Zadní brána, kterou se vyjíždělo do polí, zanikla.